# Ronald De Witte
Ronald De Witte, nacido el 21 de octubre de 1946 en Wilrijk, es un ciclista belga que fue profesional de 1968 a 1982.

## Palmarés
| 1969 - Gran Premio de Fourmies 1971 - 1 etapa de la París-Niza 1974 - 1 etapa del Tour de Francia 1975 - 1 etapa del Tour de Francia - Scheldeprijs | 1976 - París-Tours - 1 etapa del Giro de Cerdeña - 1 etapa de la Volta a Cataluña - 1 etapa del Giro de Italia 1977 - 1 etapa de la Vuelta a Bélgica 1979 - 1 etapa del Tour de Romandía |

## Resultados en las grandes vueltas
| Carrera         | 1968 | 1969 | 1970 | 1971 | 1972 | 1973 | 1974 | 1975 | 1976 | 1977 | 1978 | 1979 | 1980 | 1981 | 1982 |
| --------------- | ---- | ---- | ---- | ---- | ---- | ---- | ---- | ---- | ---- | ---- | ---- | ---- | ---- | ---- | ---- |
| Giro de Italia  | -    | -    | -    | -    | -    | -    | -    | -    | Ab.  | 6.º  | 6.º  | 17.º | 21.º | -    | -    |
| Tour de Francia | -    | Ab.  | 43.º | -    | 31.º | 24.º | 25.º | 37.º | 18.º | -    | -    | -    | -    | 62.º | 63.º |
| Vuelta a España | -    | -    | -    | 29.º | -    | -    | -    | -    | -    | -    | -    | -    | -    | -    | -    |
| Mundial en Ruta | -    | -    | -    | -    | -    | -    | -    | -    | -    | -    | -    | -    | -    | -    | -    |

-: no participó

Ab.: abandonó